# Jean Bouin
Jean Bouin (Marsella, 20 de desembre de 1888 – front del Marne, 29 de setembre de 1914) fou un atleta francès. Prototipus de corredor de fons no era gaire alt, però emprà els mètodes suecs de preparació tècnica i física i li permeteren obtenir bons resultats. També fou periodista, col·laborant al Petit Provençal. El 1908 no li van permetre participar en les Jocs Olímpics de Londres 1908. L'any 1909 fou campió de França en 10.000 metres. Guanyà tres vegades el Cross de les Nacions (els anys 1911, 1912 i 1913), i millorà el rècord mundial dels 10.000 metres bo i situant-lo en 30' 58' 8/10 (1911), i el de l'hora, amb 19,021 km. Va obtenir la medalla de plata en 5.000 metres a les Jocs Olímpics d'Estocolm del 1912, després d'un duel èpic amb el corredor finlandès Hannes Kolehmainen. La seva mort al front del Marne durant la Primera Guerra Mundial trencà una carrera molt prometedora.

## Honors
- Com a homenatge a França han anomenat estadis de futbol i rugbi amb el seu nom.
- A Barcelona hom organitza anualment des del 1920 el gran premi Jean Bouin, important cursa de fons instituïda en memòria seva.